# Heilig Hartbeeld (Boerhaar)
Het Heilig Hartbeeld is een standbeeld in het Nederlandse dorp Boerhaar, in de provincie Overijssel.

## Achtergrond
In augustus 1939 werd Nederland gemobiliseerd vanwege oorlogsdreiging vanuit Duitsland. Hierbij werden ook mannen uit Boerhaar opgeroepen. Op 10 mei 1940 vielen de Duitsers Nederland binnen. Er werd in de dagen daarna op meerdere plaatsen strijd geleverd. Na het bombardement op Rotterdam, op 14 mei, besloot het Nederlandse leger te capituleren. Aan Nederlandse zijde vielen in deze meidagen 2200 slachtoffers. 
In augustus 1940 vond pastoor A.J. van Driel (1874-1943) in een van de collecteblokken in de kerk een anoniem briefje, waar 25 gulden was bijgesloten. Het briefje vermeldde: "al onze 22 soldaten zijn ongedeerd uit den oorlog in het ouderlijk huis teruggekeerd en niets is in onze parochie verwoest. Laten wij uit dankbaarheid jegens God een H. Hart Beeld oprichten op 't Kerkplein." De pastoor maakte de oproep bij de parochianen bekend en er kwamen meer giften binnen. 
Beeldhouwer J.P. Maas uit Haarlem maakte het Heilig Hartbeeld voor bijna 800 gulden. Het kreeg een plaats aan de voorzijde van de Heilige Willibrorduskerk. Het werd op 24 november 1940, biddag voor de vrede, door de pastoor ingezegend.

## Beschrijving
Het beeld heeft een klassieke uitvoering. De staande Christusfiguur is gekleed in een gedrapeerd gewaad. Hij houdt zijn rechterhand zegenend opgeheven en wijst met zijn linkerhand naar het Heilig Hart op zijn borst. Om het hart is een doornenkroon geplaatst en het wordt bekroond met een klein kruis. 
Het beeld staat op een enigszins taps toelopende gemetselde bakstenen sokkel. Op de sokkel is een marmeren plaquette aangebracht met de tekst: 

DE PAROCHIE
BOERHAAR
AAN HET
H. HART v. JESUS
UIT LIEFDE
EN DANKBAARHEID
1940